# 雷克區
雷克區（西班牙語：Distrito de Reque），是秘魯的一個區，位於該國西北部蘭巴耶克大區的奇克拉約省，面積47.03平方公里，海拔高度22米，2005年人口12,690，人口密度每平方公里270人。